# Беловодица
Беловодица (мкд. Беловодица) је насеље у Северној Македонији, у јужном делу државе. Беловодица припада општини Прилеп.

## Географија
Насеље Беловодица је смештено у јужном делу Северне Македоније. Од најближег већег града, Прилепа, насеље је удаљено 15 km источно.
Беловодица се налази у историјској области Рајец, која обухвата слив истоимене Рајечке реке, притоке Црне реке. Источно од села уздиже се планина Дрен, а западно Селечка планина. Надморска висина насеља је приближно 800 метара.
Клима у насељу је планинска због знатне надморске висине.

## Становништво
По попису становништва из 2002. године, Беловодица је имала 24 становника.
Претежно становништво у насељу су етнички Македонци (100%).
Већинска вероисповест у насељу је православље.